# Шидловский, Здислав
Здислав Матеуш Любич-Шидловский (пол. Zdzisław Mateusz Lubicz-Szydłowski; 21 сентября 1900, Львов — 3 октября 1973, Торонто, Канада) — полковник (1947) Войска Польского. Почётный гражданин города Аксель.

## До Второй мировой войны
Родился 21 сентября 1900 года во Львове. В 1917 году он сдал выпускной экзамен в средней школе и начал учёбу в Познанском университете, которую вскоре прервал.
В конце Первой мировой войны служил в разведке Польской военной организации во Львове. В ноябре 1918 года участвовал в обороне Львова во время польско-украинской войны, а в 1920 — в польско-большевистской войне. 1 июня 1919 ему было присвоено звание поручика пехоты по выслуге лет. В 1923 и 1924 годах был офицером 69-го стрелкового полка в Гнезно. 1 февраля 1924 года он был направлен в Центральную военную школу спорта и гимнастики в Познани адъютантом. Затем служил ординарцем, инструктором, лектором, командиром унтер-офицерской роты, заведующим лабораторией. Работал военным инструктором, в 1925 году полгода проходил практику в бельгийских вооруженных силах. С 1924 по 1928 год работал ассистентом на биологическом факультете, а в 1928 году получил степень доктора философии в области физических наук. 1 января 1928 ему было присвоено звание капитана пехоты по выслуге лет. Он стал сотрудником Центрального института физического воспитания имени Юзефа Пилсудского в Варшаве, основанного в конце 1929 года, где он был заведующим физиологической лабораторией. Вечером 30 октября 1930 года он прибыл в офис другого офицера-лектора ЦИФВ, капитана доктора Алойзи Павлека, а после ссоры расстрелял его из огнестрельного оружия. После ареста был помещен в военную следственную тюрьму. По сообщениям прессы, между двумя офицерами существовала многолетняя неприязнь, а в декабре 1929 года между ними состоялась дуэль. В 1932 году он был офицером 22-го пехотного полка в Кракове.

## Вторая мировая война
После начала Второй мировой войны в 1939 году, во время Сентябрьской кампании, он был офицером 12-й стрелковой дивизии. Он направился на запад и присоединился к польской армии во Франции. Участвовал во Французской кампании в звании майора в должности командира 1-го батальона 2-го Великопольского гренадерского полка. В 1941 году был пленён немецкими войсками. После обретения свободы он работал в подполье во Франции, а затем в 1942 году уехал в Великобританию, став офицером польских вооруженных сил. В марте 1943 года в звании подполковника стал командиром 1-го батальона 1-й отдельной парашютно-десантной бригады. В то время он по поручению командира 1-й СБС взял на себя руководство кадетской парашютной школой в Шотландии.
С 21 ноября 1943 по 15 января 1945 командовал 9-м стрелковым батальоном «Фландрия», который в августе 1944 года высадился на побережье Франции. Участвовал в бою за высоту 262.
Участвовал в боях за город Аксель (на юго-западе Нидерландов) с 16 сентября 1944 по 19 сентября 1944. С 19 января 1945 по 25 июня 1947 был заместителем командира 3-й стрелковой бригады, а затем полковником в этой части с 26 апреля по 10 июня 1947.

## После Второй мировой войны
По решению городского совета Акселя в сентябре 1945 года получил почётное гражданство этого города. В его честь была названа Шидловская площадь (нидерл. Szydlowskiplein) в центре Акселя, где был установлен памятник вместе с его барельефом.
В конце 1949 года уехал в Канаду. Умер 3 октября или 5 октября 1973 года в Торонто. Он был похоронен в этом же городе.
С 1921 года он был женат на Анне, урождённой Сцибор-Рыльски, от которой у него было двое детей: дочь Варвара и сын Кшиштоф. Жена погибла в автокатастрофе во время поездки на Запад к мужу, похоронена на кладбище в Аксель-Вальстраат.